# 6015 Пауларего
6015 Пауларего (6015 Paularego) — астероїд головного поясу, відкритий 7 серпня 1991 року.
Тіссеранів параметр щодо Юпітера — 3,479.
Названо на честь Паули Рего (англ. Paula Rego, нар. 1934, Лісабон) — британської художниці, португальського походження.